# Liste des lacs de Colombie
Cet article liste les lacs situés en Colombie. Les lacs sont appelés en espagnol lagunas. Il existe aussi des étendues d'eau appelées ciénagas, qui sont des zones marécageuses.

## Lagunas
| Nom                 | Municipalité          | Département     | Surface (en km2) | Volume (hm3) | Coordonnées                 |
| ------------------- | --------------------- | --------------- | ---------------- | ------------ | --------------------------- |
| Laguna de Tota      | Aquitania             | Boyacá          | 60,00            | 2 000        | 5° 33′ 00″ N, 72° 55′ 00″ O |
| Laguna de la Cocha  | San Juan de Pasto     | Nariño          | 42,40            | 1 554        | 1° 05′ 00″ N, 77° 09′ 00″ O |
| Laguna el Sonso     | Buga                  | Valle del Cauca | 14,10            | 145          | 3° 51′ 43″ N, 76° 20′ 57″ O |
| Laguna Taraira      | Taraira               | Vaupes          | 10,00            | 27           | 1° 07′ 23″ S, 69° 31′ 48″ O |
| Laguna Rompida      | Cumaribo              | Vichada         | 8,40             | 20           | 4° 25′ 59″ N, 69° 40′ 01″ O |
| Laguna de Fúquene   | Fúquene               | Cundinamarca    | 6,80             | 90           | 5° 28′ 00″ N, 73° 45′ 00″ O |
| Laguna Mapiripana   | Inírida               | Guainía         | 5,50             | 58           | 2° 48′ 00″ N, 70° 26′ 13″ O |
| Laguna Rayado       | Barranco Minas        | Guainía         | 5,50             | 52           | 3° 37′ 58″ N, 69° 26′ 06″ O |
| Laguna la Culebra   | Solano                | Caquetá         | 5,50             | 47           | 0° 08′ 58″ S, 74° 12′ 46″ O |
| Laguna del Trueno   | Magüi Payán           | Nariño          | 4,00             | 30           | 1° 53′ 06″ N, 77° 56′ 02″ O |
| Laguna Novegal      | San José del Guaviare | Guaviare        | 4,00             | 26           | 2° 48′ 22″ N, 71° 36′ 04″ O |
| Laguna Macasabe     | Inírida               | Guainía         | 4,00             | 26           | 3° 55′ 58″ N, 67° 57′ 24″ O |
| Laguna Cumaral      | Barranco Minas        | Guainía         | 4,00             | 26           | 3° 39′ 24″ N, 68° 51′ 38″ O |
| Laguna Arrecifal    | Barranco Minas        | Guainía         | 4,00             | 26           | 3° 37′ 12″ N, 69° 05′ 58″ O |
| Laguna la Paya      | Puerto Leguízamo      | Putumayo        | 3,00             | 29           | 0° 07′ 30″ S, 74° 55′ 12″ O |
| Laguna Nerete       | Roberto Payán         | Nariño          | 2,25             | 29           | 1° 49′ 05″ N, 78° 21′ 07″ O |
| Laguna Cumbal       | Cumbal                | Nariño          | 2,11             | 27           | 0° 57′ 06″ N, 77° 49′ 02″ O |
| Laguna Carimagua    | Puerto Gaitán         | Meta            | 2,00             | 25           | 4° 34′ 55″ N, 71° 20′ 08″ O |
| Laguna San Rafael   | La Plata              | Huila           | 1,75             | 21           | 2° 22′ 14″ N, 76° 21′ 11″ O |
| Laguna del Otún     | Santa Rosa de Cabal   | Risaralda       | 1,50             |              | 4° 46′ 53″ N, 75° 24′ 50″ O |
| Laguna del Silencio | El Tablón de Gómez    | Nariño          | 0,03             |              | 1° 30′ 55″ N, 76° 54′ 28″ O |

## Lacs de barrage
| Nom                 | Municipalité          | Département      | Surface (en km2) | Volume (hm3) | Coordonnées                 |
| ------------------- | --------------------- | ---------------- | ---------------- | ------------ | --------------------------- |
| Lac de Betania      | Yaguará               | Huila            | 70,00            | 1 970,00     | 2° 41′ 06″ N, 75° 26′ 24″ O |
| Lac de Urrá         | Tierralta             | Córdoba          | 74,00            | 1 740,00     | 7° 56′ N, 76° 17′ O         |
| Lac El Peñol        | El Peñol              | Antioquia        | 64,00            | 1 235,00     | 6° 15′ 40″ N, 75° 11′ 24″ O |
| Lac del Río Prado   | Prado                 | Tolima           | 21,85            | 1 100,00     | 3° 46′ 37″ N, 74° 51′ 29″ O |
| Lac del Salvajina   | Suárez                | Cauca            | 23,10            | 956,00       | 2° 52′ 48″ N, 76° 41′ 49″ O |
| Lac Calima          | Calima el Darién      | Valle del Cauca  | 20,00            | 781,00       | 3° 53′ 20″ N, 76° 30′ 00″ O |
| Lac de Chivor       | Macanal               | Boyacá           | 12,00            | 758,00       | 4° 57′ 14″ N, 73° 19′ 48″ O |
| Lac del Tominé      | Guatavita             | Cundinamarca     | 37,78            | 690,00       | 4° 57′ 14″ N, 73° 50′ 24″ O |
| Lac Guájaro         | Repelón               | Atlántico        | 160,00           | 400,00       | 10° 31′ N, 75° 02′ O        |
| Lac del Guavio      | Gachalá               | Cundinamarca     | 150,00           | 208,00       | 4° 42′ 47″ N, 73° 30′ 43″ O |
| Lac Chuza           | Fómeque               | Cundinamarca     | 5,37             | 220,00       | 4° 37′ 23″ N, 73° 43′ 23″ O |
| Lac Rio Grande      | Santa Rosa de Osos    | Antioquia        | 11,00            | 220,00       | 6° 30′ 44″ N, 75° 27′ 54″ O |
| Lac de San Lorenzo  | Alejandría            | Antioquia        | 11,00            | 208,00       | 6° 23′ N, 75° 01′ O         |
| Lac Miraflores      | Carolina del Príncipe | Antioquia        | 8,15             | 144,00       | 6° 45′ 54″ N, 75° 19′ 12″ O |
| Lac Porce II        | Gómez Plata           | Antioquia        | 8,90             | 142,70       | 6° 47′ 09″ N, 75° 07′ 46″ O |
| Lac del Neusa       | Tausa                 | Cundinamarca     | 9,55             | 102,00       | 5° 09′ 11″ N, 73° 57′ 36″ O |
| Lac Arroyo Grande   | Maria La Baja         | Bolívar          | 12,40            | 98,00        | 9° 53′ N, 75° 19′ O         |
| Lac Arroyo Matuya   | Maria La Baja         | Bolívar          | 14,00            | 96,00        | 9° 55′ 12″ N, 75° 15′ 29″ O |
| Lac del Sisga       | Chocontá              | Cundinamarca     | 6,80             | 96,00        | 5° 04′ 30″ N, 73° 43′ 05″ O |
| Lac de Las Playas   | San Rafael            | Antioquia        | 32,00            | 85,00        | 6° 19′ 23″ N, 74° 58′ 16″ O |
| Lac San Rafael      | La Calera             | Cundinamarca     | 3,71             | 71,00        | 4° 42′ 14″ N, 73° 59′ 35″ O |
| Lac La Copa         | Toca                  | Boyacá           | 7,70             | 70,00        | 5° 36′ 29″ N, 73° 12′ 00″ O |
| Lac Punchiná        | San Carlos            | Antioquia        | 3,60             | 68,00        | 6° 13′ 41″ N, 74° 51′ 58″ O |
| Lac Alto Anchicayá  | Buenaventura          | Valle del Cauca  |                  | 45,00        | 3° 32′ 00″ N, 76° 52′ 03″ O |
| Lac del Muña        | Sibaté                | Cundinamarca     | 7,30             | 42,00        | 4° 30′ 58″ N, 74° 14′ 53″ O |
| Lac Troneras        | Gómez Plata           | Antioquia        | 4,65             | 41,00        | 6° 46′ N, 75° 15′ O         |
| Lac Bajo Anchicayá  | Buenaventura          | Valle del Cauca  | 1,70             | 35,00        | 3° 41′ N, 76° 56′ O         |
| Lac La Fé           | El Retiro             | Antioquia        | 1,49             | 14,60        | 6° 06′ 11″ N, 75° 29′ 46″ O |
| Lac Chisaca         | Bogota                | District Capital | 0,55             | 6,70         | 4° 23′ 06″ N, 74° 10′ 23″ O |
| Lac La Regardera    | Bogota                | District Capital | 0,41             | 3,30         | 4° 24′ 00″ N, 74° 08′ 31″ O |
| Lac Los Tunjos      | Bogota                | District Capital | 0,33             | 2,40         | 4° 17′ 10″ N, 74° 12′ 32″ O |
| Lac El Juncal       | Palermo               | Huila            | 1,72             | 2,19         | 2° 50′ 02″ N, 75° 20′ 06″ O |
| Lac Piedras Blancas | Guarne                | Antioquia        | 0,19             | 1,19         | 6° 17′ 42″ N, 75° 30′ 07″ O |
| Lac La García       | Bello                 | Antioquia        |                  |              | 6° 21′ 43″ N, 75° 36′ 22″ O |

## Ciénagas
| Nom                           | Municipalité         | Département     | Surface (en km2) | Volume (hm3) | Coordonnées                  |
| ----------------------------- | -------------------- | --------------- | ---------------- | ------------ | ---------------------------- |
| Ciénaga Grande de Santa Marta | Pueblo Viejo         | Magdalena       | 730              | 2 232        | 10° 52′ 00″ N, 74° 25′ 00″ O |
| Ciénaga de Zapatosa           | El Banco-Chimichagua | Cesar–Magdalena | 400              | 1 000        | 9° 07′ N, 73° 50′ O          |
| Ciénaga de la Virgen          | Carthagène des Indes | Bolívar         |                  |              | 10° 29′ 01″ N, 75° 29′ 45″ O |